# Pfuma Yedu
|  | Denne artikel er oprettet af botten PalnaBot ud fra en ekstern database. Den kan derfor have sproglige fejl eller mangler. Denne skabelon kan fjernes efter kontrol af indholdet. |

Pfuma Yedu er en kortfilm instrueret af Stephen Chigorimbo, Søren Kloch efter deres fælles manuskript.

## Handling
Steven Marula forlader sin landsby og familie. Han har været med til at fælde træer og set nøden blive større og større i det udpinte landskab. Nu vil han tjene penge på at arbejde i minerne og vende tilbage, når han igen er en holden mand. Men minen lukker, og Steven må igen søge nye veje. Skal han søge lykken i byen eller livet på landet? »Pfuma yedu« fortæller i fiktionens form om realistiske problemer i dagens Zimbabwe, om nyt og gammelt, om land og by, om liv og kærlighed.